# Unión Deportivo Gijón Industrial
Unión Deportivo Gijón Industrial é um clube de futebol espanhol, sediado na cidade de Gijón, nas Astúrias. Fundado em 1969 após uma fusão entre Pelayo Club de Fútbol e Club Calzada, disputa atualmente a Tercera División (quarta divisão espanhola).

## História
Em sua história, o Gijón Industrial revezou sempre entre a Tercera División e a Regional Preferente de Asturias, uma das ligas que integram as Divisiões Regionais do futebol espanhol. Sua melhor classificação na quarta divisão nacional foi um 3º lugar na temporada 1978–79, que rendeu ao clube uma vaga na Copa del Rey, competição que disputou 5 vezes e nunca passou da primeira fase.
A equipe manda seus jogos no Estádio Santa Cruz, com capacidade para 2.500 torcedores e inaugurado em 1948. As cores do clube são branco e grená.